# Gerstheim
Gerstheim is een gemeente in het Franse departement Bas-Rhin (regio Grand Est). De plaats maakt deel uit van het arrondissement Sélestat-Erstein. Gerstheim telde op 1 januari 2022 3.457 inwoners.

## Geografie
De oppervlakte van Gerstheim bedroeg op 1 januari 2022 16,42 vierkante kilometer; de bevolkingsdichtheid was toen 210,5 inwoners per km².

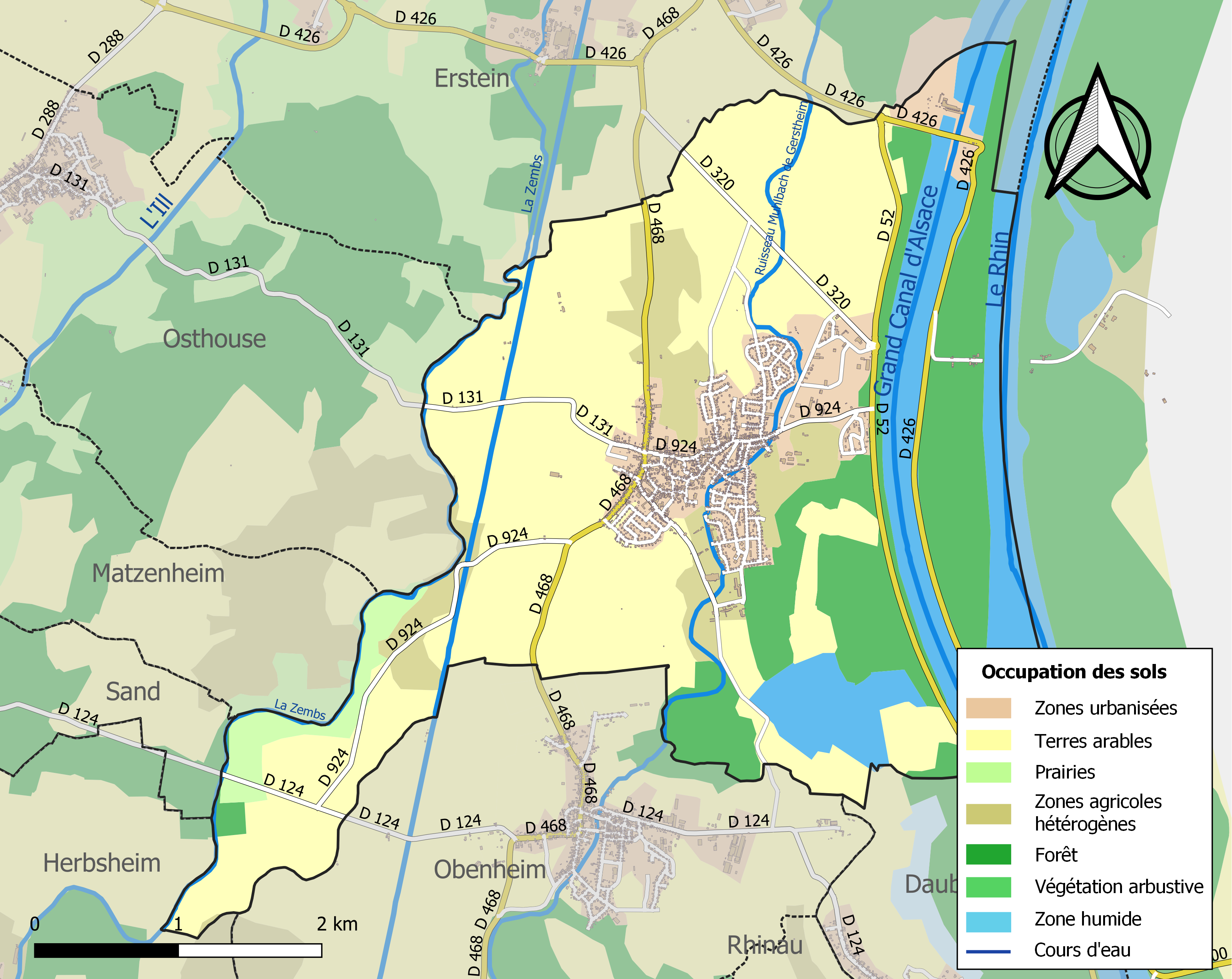
Kaart van de gemeente met de belangrijkste infrastructuur, bodemgebruik en omliggende gemeenten

## Demografie
Onderstaande figuur toont het verloop van het inwonertal (bron: INSEE-tellingen).